# La Chèvrerie
La Chèvrerie è un comune francese di 148 abitanti situato nel dipartimento della Charente, nella regione della Nuova Aquitania.

## Società

### Evoluzione demografica
Abitanti censiti